# Marcus Sedgwick
Marcus Sedgwick (* 1968 in Preston, Kent; † 17. November 2022 in Frankreich) war ein britischer Jugendbuchautor.
Marcus Sedgwick arbeitete als Buchhändler und Verlagslektor, bevor er sich aufs Schreiben verlegte. Ab 1994 verfasste er hauptsächlich Jugendromane. Neben dem Schreiben war sein größtes Hobby die Anfertigung von Holzschnitten, mit denen er auch einige seiner Bücher selbst illustrierte. Außerdem spielte er in einer Abba-Revival-Band Gitarre.
Sedgwick schrieb Fantasy- und Gruselromane.

## Werke
- Floodland. 2000

Branford Boase Award 2001
- The Dark Horse. 2001 (dt. 2006 Der Sturm der schwarzen Pferde)

Shortlist Guardian Award 2002
- Witch Hill. 2001
- Cowards. 2003
- The Book of Dead Days. 2003 (dt. 2005 Das Buch der toten Tage)
- A Christmas Wish. 2003
- The Emperor's New Clothes. 2004 (Bilderbuch)
- The Dark Flight Down. 2005 (dt. 2007 Bei Einbruch der Nacht)
- The Dead Days Omnibus. 2006
- The Foreshadowing. 2006

Shortlist Booktrust Teenage Prize 2006
Shortlist Angus Book Award 2007
- My Swordhand Is Singing. 2007 (dt. 2008 Der Gesang der Klinge)

Booktrust Teenage Prize 2007
- Blood Red, Snow White. 2008 (dt. 2009 Rot wie Blut – weiß wie Schnee)
- The Kiss of Death. 2008 (dt. 2010 Der Todeskuss)
- Revolver. 2009 (dt. 2011 Revolver)
- White Crow. 2010 (dt. 2012 Weiße Krähe)
- Midwinterblood. 2011 (dt. 2014 Sieben Monde)

Michael L. Printz Award 2014
- She is Not Invisible. 2013

### The Raven Mysteries
Orion Children’s Books 2009–2011
- Flood and Fang (dt. 2011 Raven Mysteries: Flut und Fangzähne)
- Ghosts and Gadgets (dt. 2011 Raven Mysteries: Gold und Geisterjagd)
- Lunatics and Luck
- Vampires and Volts
- Magic and Mayhem
- Diamonds and Doom

### Elf Girl and Raven Boy
Orion Children’s Books 2012–
- Fright Forest

## Werke auf Deutsch
- Der Sturm der schwarzen Pferde, Deutscher Taschenbuch Verlag, München 2006 ISBN 978-3-423-62261-5
- Bei Einbruch der Nacht, Deutscher Taschenbuch Verlag, München 2007 ISBN 978-3-423-62316-2
- Das Buch der toten Tage, Deutscher Taschenbuch Verlag, München 2007 ISBN 978-3-423-62294-3
- Der Gesang der Klinge, Deutscher Taschenbuch Verlag, München 2008 ISBN 978-3-423-62339-1
- Rot wie Blut – Weiß wie Schnee, Deutscher Taschenbuch Verlag, München 2009 ISBN 978-3-423-62393-3
- Der Todeskuss, Deutscher Taschenbuch Verlag, München 2010 ISBN 978-3-423-24807-5
- Revolver, Deutscher Taschenbuch Verlag, München 2011 ISBN 978-3-423-24843-3